# Falla de l'Ajuntament
La Falla de la Plaça de l'Ajuntament de València, també referida com Falla Plaça del Caudillo o Falla del País Valencià, segons ha anat canviant la denominació de la plaça on es planta, és la falla que es planta per part de l'Ajuntament de València. Tot i que, voluntàriament, hi ha falles que decideixen no participar del sistema de puntuacions de la Junta Central Fallera, esta és l'única que obligatòriament queda sempre fora de concurs. Es considera que la primera falla és la plantada en 1942, amb el So Quelo com a protagonista del remat, si bé, com a la majoria de falles, hi ha precedents de falles plantades al segle xix.

## Història
La falla depén de l'Ajuntament de València des dels anys 80, si bé anteriorment es plantava una falla a la mateixa plaça per part d'una comissió. La primera falla plantada a la Baixada de Sant Francesc data de 1899, i fins a 1930, ja com a Plaça d'Emilio Castelar, se'n plantarien en cinc anys diferents. Als anys 40 es va popularitzar la figura del So Quelo, llaurador valencià que va aparèixer a la primera falla, plantada en 1942 per Regí Mas, i que va repetir amb noves professions a diferents monuments durant tota la dècada i primers 50. Prova de la seua fama és que van aparèixer altres tios de factura semblant i que rivalitzaren amb ell, com el Tio Nelo de la Falla de la Plaça de la Reina.
Tot i el contingut crítics d'estes falles de la postguerra, com que el So Quelo és un estraperlista primer, i després banquer o alcalde, el monument estava sufragat per una comissió formada per empresaris i membres d'alta burgesia valenciana, un precedent per a les falles elitistes i que utilitzaven el monument com a aparador comercial. A partir dels anys 50 la figura del So Quelo és substituïda per remats de caràcter clàssic i, a final de dècada, per reproduccions d'obres esculptóriques o monuments de fama internacional. Cas a banda és la Correguda de Bous surrealista plantada en 1954 per Octavio Vicent, coneguda com la falla de Dalí per ser Salvador Dalí el seu dissenyador. Com la majoria de falles que han introduït alguna innovació estilística, va ser fortament criticada, i considerada una no-falla.
Tot i que les figures centrals inspirades en monuments i escultures seran una constant fins entrats els anys 70, durant la dècada dels 60 es van vore exemples d'experimentació, com la introducció d'elements inspirats en l'art pop o l'ús d'elements quotidians per part de José Barea en 1967 i 1968. Als anys 70, Vicente Luna realitza la majoria de falles, dedicant-ne una a la llibertat en les acaballes del franquisme, o una altra a la concòrdia en 1981, en plena batalla de València. La més recordada de les falles de Luna a l'Ajuntament fou La Vanitat, de 1976. En ella, un gran titot presidia la falla, simbolitzant la supèrbia i diferents ninots criticaven els aleshores famosos paradors on l'alta societat es reunia exhibint la seua riquesa. Tanmateix, el ninot més polèmic va ser un anomenat el rei de la carambola i que representava l'estàtua d'un home grosset amb un tac de billar a la mà apujat a un burro, fet que molts interpretaren com una paròdia al monument de Franco que hi havia a aquella mateixa plaça. Amb l'arribada de la democràcia, el consistori passa a ser el responsable de plantar-la, esdeventint Manolo Martín l'artista de referència per a la Falla municipal.
Martín, artista multidisciplinari, va introduir l'experimentació en la falla, i les col·laboracions d'artistes d'altres disciplines que no estaven relacionades amb el món faller. Així l'autor de còmic Sento Llobell va col·laborar en la falla de 1986, que amb un nom inspirat en el pasdoble El Faller (Una estoreta velleta), actualitzava les falles primigènies fent un remat amb trastos vells com un Seat 600 i ninots vestits amb dissenys de Francis Montesinos. Per a 1987 a banda de Llobell i Montesinos, l'escriptor Manuel Vicent va sumar-se a l'equip creatiu de Perquè el foc només siga un espill, falla fortament innovadora i criticada alhora. En 1988 Ortifus va dissenyar la seua primera falla "Ho tenim tot davall, però...", basada en les no poques obres i reformes urbanes que s'estaven duent a terme a la ciutat. La participació d'Ortifus es confirmaria el 1994 amb Agustín Villanueva i Camas, per a Blanqueries. Als anys 90 Martín passaria el testimoni a diferents artistes, centrant-se la falla en temàtiques més autoreferencials, que tocaven sovint temàtiques valencianes com el Tirant lo Blanc (1990) o el Guerrer de Moixent (1997).
1999 serà un any de transició. Vicente Agulleiro planta una falla amb un remat basat en Guillver, però amb la particularitat que apareixia l'alcaldessa de València, Rita Barberà, als seus muscles. Tot i que en 1987 ja s'havien cremat a diferents polítics al monument, alguns especialistes troben que esta fou la falla més premonitòria del control polític que les falles en general i la falla de l'Ajuntament en concret tindrien a partir de l'arribada del segle xxi. Així, mentre de manera general s'imposava una línia blanca en la crítica fallera, la falla plantada per l'Ajuntament no només erradicava qualsevol contingut crític any rere any, sinó que els remats tenien com a motiu els projectes o grans esdeviments que els governs municipal i valencià publicitaven aquells anys. Tot i que durant la primera quinzena del segle xxi per la plaça hagen passat la majoria de grans artistes fallers, els projectes plantats destacaven per una estètica poc innovadora amb l'objectiu de consolidar als seus autors en la secció Especial. Encara que no haja existit control directe sobre la temàtica dels projectes, durant estos anys no es va elegir cap projecte que poguera ser alternatiu a eixe model de falla, fins que en 2014 Manolo Garcia marcara un punt d'inflexió amb Decàleg del valencià, que reintrodueix diferents elements (estètica classicista, l'ús de la vareta de fusta al remat o espectacles al voltant de la falla) que si bé cap d'ells era original, sí que van suposar una variació respecte a la majoria de falles plantades en l'Ajuntament els últims anys. Tot i reintroduir els elements crítics a la falla municipal, esta falla també va ser criticada doncs des de l'Ajuntament es van col·locar tanques que van fer difícil la lectura de les explicacions, acuidts i crítiques de la falla.